# Eldor Shomurodov
Eldor Azamat o'g'li Shomurodov, mais conhecido como Eldor Shomurodov (em cirílico uzbeque: Элдор Азамат ўғли Шомуродов; Jarqoʻrgʻon, 29 de junho de 1995), é um futebolista uzbeque que atua como centroavante. Atualmente joga no İstanbul Başakşehir, emprestado pela Roma.

## Carreira
Ele começou sua carreira no Mash'al Mubarek em 2011, jogando pelo clube do jovem. Ele jogou pelo Mash'al em 2011-2014. Shomurodov fez a estréia oficial do Campeonato Uzbeque em 12 de abril de 2014, em jogo contra o Olmaliq. Totalmente completou 9 internacionalizações pelo clube na temporada de 2014. Em 2015, ele assinou contrato com a Bunyodkor. Ele jogou 19 partidas e marcou 7 gols na Liga (a partir de 1 de outubro de 2015).
Em 15 de julho de 2017, Bundyodkor anunciou que Shomurodov está se mudando para o clube russo FC Rostov.
Em 2019 inicia-se a primeira aventura fora da Rússia, e logo em Itália para o Genoa. Para no ano seguinte dar o grande salto para a mítica Roma, integrando a renovada e fortemente reforçada Legião Romana, tendo como general o Le Speciale José Mourinho.

## Internacional
Ele jogou pelo Uzbequistão Sub-19 em 2014 no Campeonato AFC de Sub-19 e se classificou para a Copa do Mundo FIFA Sub-20 de 2015. Ele jogou em todos os 5 jogos da Seleção Sub-20 na Copa do Mundo Sub-20 de 2015 e marcou 2 gols.
Shomurodov foi convocado para a principal equipe nacional para jogar no dia 3 de setembro de 2015, em 2018, no jogo de eliminatórias contra o Iêmen. Ele estreou oficialmente para a equipe nacional nessa partida. em 8 de outubro de 2015, ele marcou seu primeiro gol pela equipe nacional em uma partida do Eliminatórias da Copa do Mundo contra o Bahrein, garantindo uma vitória por 4 a 0 para a seleção uzbeque.

## Estatísticas de carreira

### Clube
| Clube             | Temporada         | Campeonato         | Campeonato | Campeonato | Copa Nacional | Copa Nacional | Continental | Continental | Outro | Outro | Total | Total |
| Clube             | Temporada         | Clube              | Jogos      | Gols       | Jogos         | Gols          | Jogos       | Gols        | Jogos | Gols  | Jogos | Gols  |
| ----------------- | ----------------- | ------------------ | ---------- | ---------- | ------------- | ------------- | ----------- | ----------- | ----- | ----- | ----- | ----- |
| Mash'al Mubarek   | 2014              | Campeonato Uzbeque | 9          | 0          | 0             | 0             | –           | –           | –     | –     | 9     | 0     |
| Bunyodkor         | 2015              | Campeonato Uzbeque | 25         | 7          | 5             | 1             | 4           | 2           | 1     | 2     | 35    | 12    |
| Bunyodkor         | 2016              | Campeonato Uzbeque | 27         | 10         | 5             | 0             | 7           | 2           | 0     | 0     | 39    | 12    |
| Bunyodkor         | 2017              | Campeonato Uzbeque | 14         | 1          | 3             | 0             | 6           | 1           | 0     | 0     | 23    | 2     |
| Bunyodkor         | Total             | Total              | 66         | 18         | 13            | 1             | 17          | 5           | 1     | 2     | 97    | 26    |
| Rostov            | 2017–18           | Campeonato Russo   | 18         | 2          | 2             | 0             | –           | –           | –     | –     | 20    | 2     |
| Rostov            | 2018–19           | Campeonato Russo   | 23         | 3          | 5             | 1             | –           | –           | –     | –     | 28    | 4     |
| Rostov            | Total             | Total              | 41         | 5          | 7             | 1             | -           | -           | -     | -     | 48    | 6     |
| Total de Carreira | Total de Carreira | Total de Carreira  | 116        | 23         | 20            | 2             | 17          | 5           | 1     | 2     | 154   | 32    |

### Internacional
| Uzbequistão | Uzbequistão | Uzbequistão |
| Year        | Apps        | Goals       |
| ----------- | ----------- | ----------- |
| 2015        | 2           | 1           |
| 2016        | 12          | 3           |
| 2017        | 7           | 2           |
| 2018        | 7           | 0           |
| 2019        | 6           | 5           |
| Total       | 34          | 11          |

### Gols Internacionais
| Nº | Data                    | Estádio                                                             | Jogos | Adversário    | Ponto | Resultado | Competição                             |
| -- | ----------------------- | ------------------------------------------------------------------- | ----- | ------------- | ----- | --------- | -------------------------------------- |
| 1  | 8 de outubro de 2015    | Estádio Nacional de Bahrein, Riffa, Bahrein                         | 2     | Bahrein       | 4–0   | 4–0       | Eliminatórias da Copa do Mundo de 2018 |
| 2  | 14 de fevereiro de 2016 | Estádio Al-Rashid, Dubai, Emirados Árabes Unidos                    | 3     | Líbano        | 1–0   | 2–0       | Amistoso                               |
| 3  | 7 de junho de 2016      | Thermenstadion, Bad Waltersdorf, Áustria                            | 6     | Canadá        | 1–1   | 1–2       | Amistoso                               |
| 4  | 24 de julho de 2016     | Estádio Milliy, Tashkent, Uzbequistão                               | 9     | Iraque        | 2–0   | 2–1       | Amistoso                               |
| 5  | 24 de janeiro de 2017   | Estádio The Sevens, Dubai, Emirados Árabes Unidos                   | 15    | Geórgia       | 1–0   | 2–2       | Amistoso                               |
| 6  | 24 de janeiro de 2017   | Estádio The Sevens, Dubai, Emirados Árabes Unidos                   | 15    | Geórgia       | 2–2   | 2–2       | Amistoso                               |
| 7  | 9 de janeiro de 2019    | Estádio Sharjah, Sharjah, Emirados Árabes Unidos                    | 29    | Omã           | 2–1   | 2–1       | Copa da Ásia de 2019                   |
| 8  | 13 de janeiro de 2019   | Al-Rashid Stadium, Dubai, Emirados Árabes Unidos                    | 30    | Turcomenistão | 2–0   | 4–0       | Copa da Ásia de 2019                   |
| 9  | 13 de janeiro de 2019   | Al-Rashid Stadium, Dubai, Emirados Árabes Unidos                    | 30    | Turcomenistão | 4–0   | 4–0       | Copa da Ásia de 2019                   |
| 10 | 17 de janeiro de 2019   | Estádio Internacional Xeque Khalifa, Al Ain, Emirados Árabes Unidos | 31    | Japão         | 1–0   | 1–2       | Copa da Ásia de 2019                   |
| 11 | 25 de março de 2019     | Guangxi Sports Center, Nanning, China                               | 34    | China         | 1–0   | 1–0       | Copa da China de 2019                  |

## Títulos
Mash'al Mubarek
- Copa UzPFL: 2014

Roma
- UEFA Europa Conference League: 2021–22

Individual
- Uzbekistan Player of the Year: 2019, 2021

Vice-campeão para o melhor jogador da Ásia de 2015